# Grand Central (film)
Grand Central è un film del 2013 diretto da Rebecca Zlotowski.
Si tratta di un film romantico di produzione franco-austriaca.